# Ophiorrhiza japonica
Ophiorrhiza japonica är en måreväxtart som beskrevs av Carl Ludwig von Blume. Ophiorrhiza japonica ingår i släktet Ophiorrhiza och familjen måreväxter. Inga underarter finns listade i Catalogue of Life.